# Campo di concentramento di Vapniarca

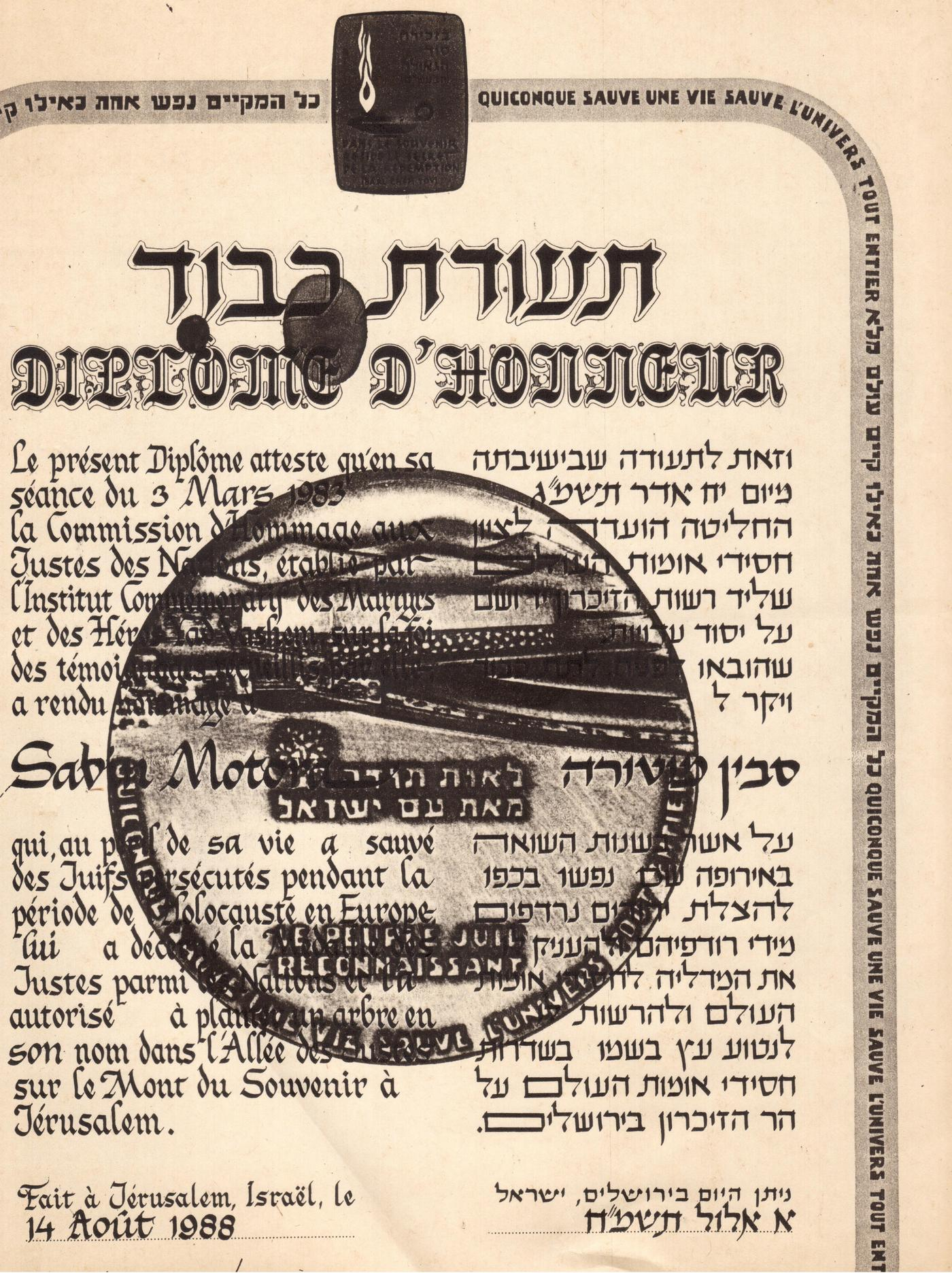
Attestato dello Yad Vashem per Sabin Motora, "Giusto tra le nazioni"

Il campo di concentramento di Vapniarca (anche Vapnyarka, Вапнярка in ucraino, Văpnearca in romeno) fu creato nell'ottobre 1941 dal governo romeno filonazista guidato dal dittatore Ion Antonescu, durante l'invasione dell'Unione Sovietica. L'esercito romeno, alleato delle forze dell'Asse occupò i territori della Transnistria, nell'attuale Ucraina, dove furono stabiliti numerosi campi di concentramento, detenzione e lavoro, sotto il controllo dell'esercito romeno e la supervisione di quello tedesco.

## Caratteristiche
Il campo era composto da 3 baracche a 2 piani e da una triplice recinzione di filo spinato. Primo comandante del campo fu Ion C. Murgescu.
I primi prigionieri rinchiusi nel campo nel 1941 furono un gruppo di circa 1000 ebrei provenienti da Odessa. Le dure condizioni di lavoro per il mantenimento della pulizia del campo unite alle rigide limitazioni imposte dal comando sull'uso dell'acqua, favorirono un'epidemia di tifo che provocò la morte di circa 200 prigionieri, mentre gli altri vennero sommariamente giustiziati dalla Gendarmeria romena.
Trasformato in campo per detenuti politici, fra il 1942 e il 1943 furono internati altri 1.179 cittadini Romeni e Ucraini di religione ebraica considerati simpatizzanti comunisti o socialisti. Ai prigionieri ebrei si aggiunsero altri 330 detenuti politici di varia provenienza.
I prigionieri venivano alimentati con cibo per animali, soprattutto cicerchia, un legume dal valore nutrizionale particolarmente povero e a lungo andare anche tossico, tanto che i prigionieri, oltre all'ormai endemico tifo, svilupparono anche una sindrome caratterizzata da dolori ossei, disturbi neurologici e progressiva paralisi, diagnosticata dall'équipe medica formata dai prigionieri del campo come neurolatirismo, che causò numerose morti e lasciò postumi permanenti su numerosi individui. Ancora oggi gli studi effettuati sono considerati di grande interesse scientifico.
La minaccia dell'arrivo delle truppe sovietiche costrinse alla chiusura del campo nell'ottobre del 1943.
L'ultimo comandante del campo, il colonnello Sabin Motora (1892 - 1970), che già aveva cercato di migliorare le condizioni di vita dei prigionieri, allentando le rigide restrizioni dei precedenti comandanti, si rifiutò, correndo grande pericolo personale e contravvenendo agli ordini ricevuti, di consegnare ai tedeschi i 611 prigionieri ebrei e li condusse invece vicino al confine rumeno nel campo di Grasulovo . Nel marzo del 1944, a seguito del nuovo arrivo delle truppe sovietiche, provvide affinché i prigionieri fossero trasferiti in Bessarabia e infine a Târgu Jiu dove, sempre grazie alla protezione di Motora, sebbene ancora detenuti, non vennero più considerati prigionieri politici, ma manodopera alle dipendenze dell'esercito rumeno, condizione che presentava minori rischi e miglior trattamento. Qui rimasero fino all'agosto 1944, definitivamente liberati grazie alla deposizione di Antonescu ad opera del colpo di stato di Re Michele I di Romania che portò alla fine della alleanza con l'Asse e all'avvicinamento alle forze Alleate. Per il suo atto di coraggio e umanità, a Sabin Motora è stata insignita postuma nel 1983 l'onorificenza di "Giusto fra le nazioni"
Fra i prigionieri del campo vi fu anche Simion Bughici, futuro ministro degli esteri romeno.